# TGV 001

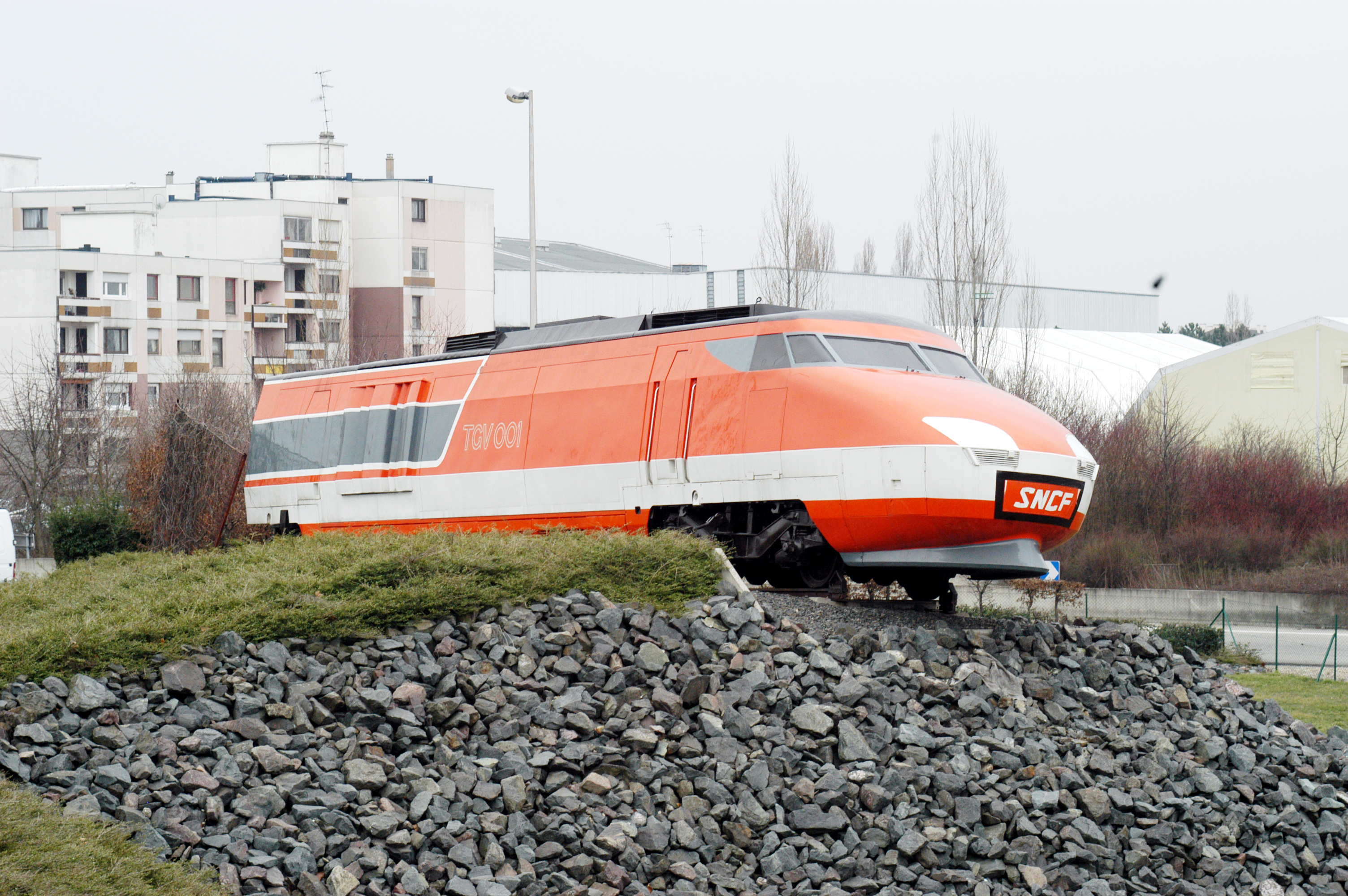
TGV 001

TGV-001 (Train Grande Vitesse 001) var en höghastighetståg i Frankrike. Tåget var den första prototypen av TGV som började att testas 1972. TGV - 001 var ett experimentellt gasturbin-elektriskt lok-som byggdes av Alstom.
Experimenttåget var en del i ett stort forskningsprogram på höghastighetståg. Programmet gäller många tekniska aspekter men framför allt dragkraft, fordonsdesign, bromssystem, aerodynamik och signalering. 
I början skulle två tåg byggas men bara ett producerades.

## Bevarande
- T 001 : Bischheim
- T 002 : Belfort.